# School Mizugi

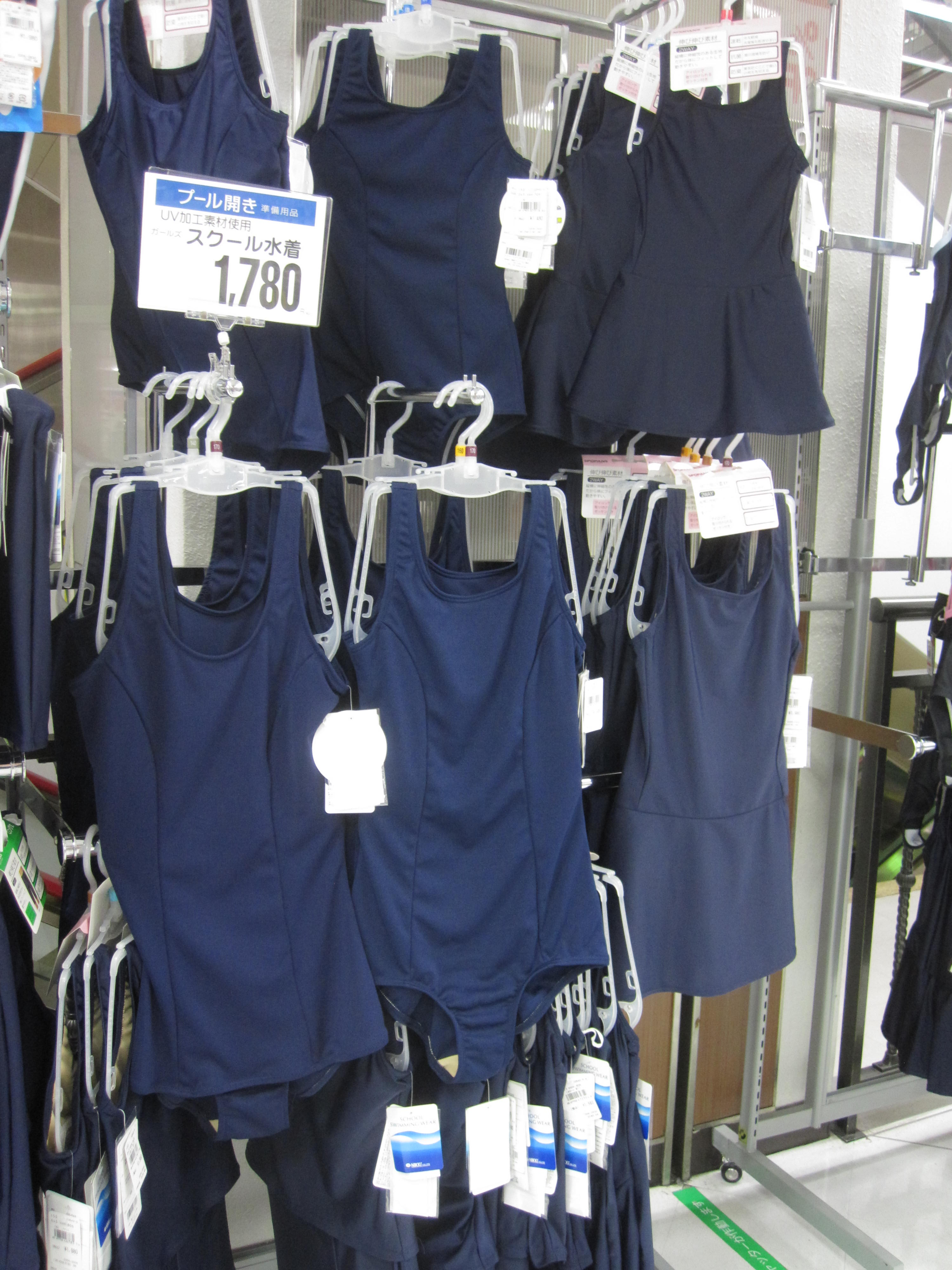
Sukumizu im Fachhandel

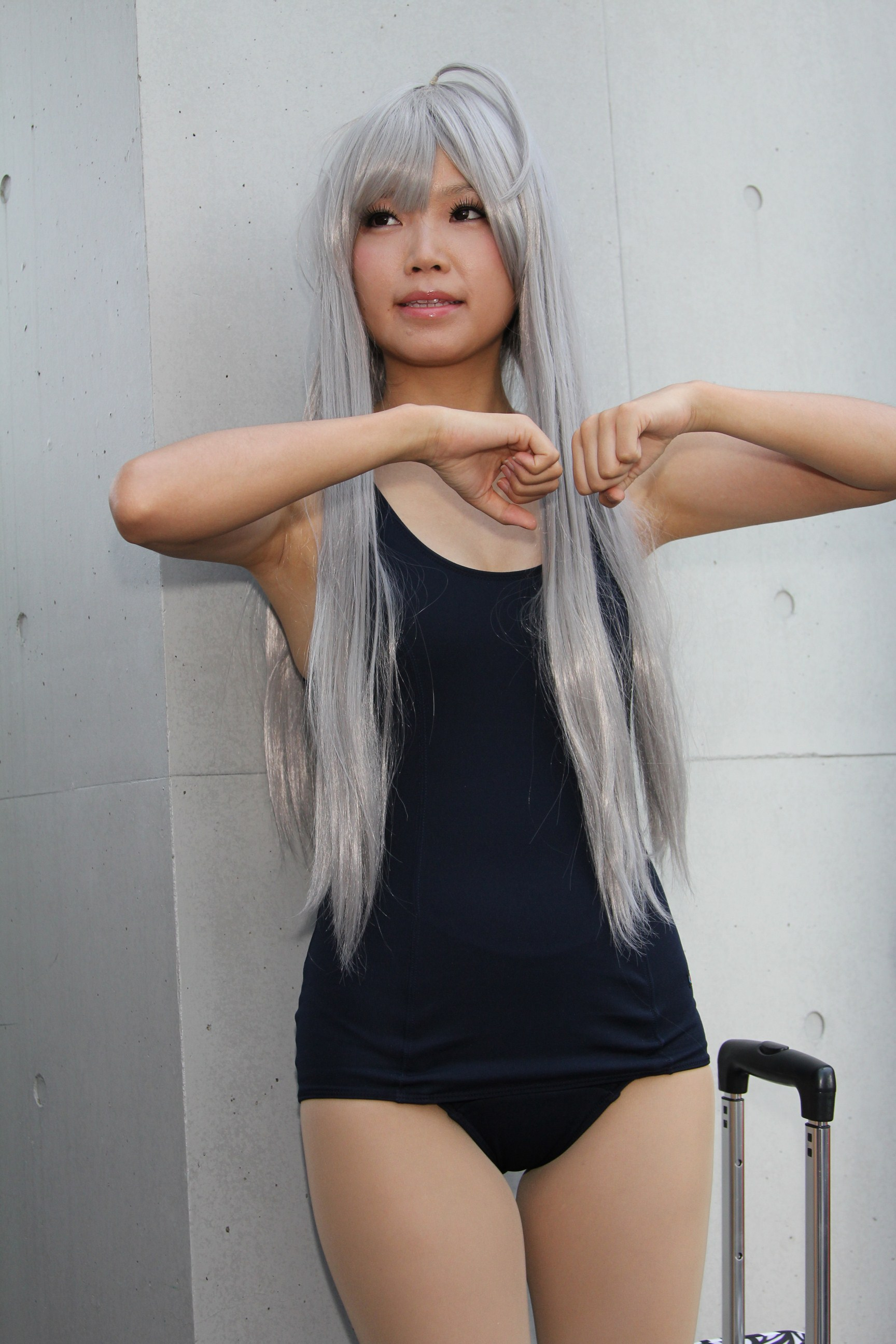
Cosplayerin im School Mizugi

Als School Mizugi (jap. スクール水着, sukūru mizugi, dt. „Schulschwimmanzug“), häufig abgekürzt als Sukumizu (すくみず) wird eine in Japan anzutreffende Variante der Schwimmbekleidung bezeichnet, die von Schülern während des Schwimmunterrichts getragen wird. Bei Mädchen ist dies entweder ein einteiliger Badeanzug oder ein Zweiteiler, bei dem das Oberteil einem ärmellosen Hemd entspricht. Jungen tragen unterdessen nur eine Badehose. Er ist üblicherweise in einem dunkelblauen Farbton gehalten, eng anliegend und verfügt beim weiblichen Modell über charakteristische Nahtlinien, die seitlich über die Brust nach unten verlaufen. Das Material ist in aller Regel eine Mischung aus synthetischen Fasern wie Nylon und Polyester.

## Geschichte
Der School Mizugi entstand in den späten 1950er Jahren, als sich Nylon als flexibles, dehnbares, keine Laufmaschen bildendes und wasserresistentes Material für Schwimmbekleidung durchsetzte. Bis dahin bestand die Anzüge überwiegend aus Baumwolle und Acetaten. Mit der Eröffnung erster Fabriken, die den neuen Stoff liefern konnten, ergab sich ein lukratives Geschäft. Viele Händler gingen direkte Beziehungen zu den Schulen ein, da dies im Gegensatz zu anderen Kleidungsstücken einen gewissen Mindestumsatz garantierte. Schließlich konnte damit gerechnet werden, dass stets neue Schüler auch neue Schwimmanzüge benötigen würden, die von der Schule gestellt wurden. Aus diesen Gründen hielt sich die einfach zu fertigende Form auch bis in die heutige Zeit, wenngleich sich einige unterschiedliche Typen herausbildeten und sich die Materialien veränderten.
Die erste Epoche bestand aus den heute als „noch älteren Typ“ und „älteren Typ“ bezeichneten Varianten. Beide ähnelten sehr stark einander und prägten mit ihrer Form auch die jüngeren Generationen. Ihre Blütezeit waren die späten 1950er bis mittleren 1980er Jahre. Beide Arten wirkten zumindest frontal betrachtet wie ein Rock und ein separates Unterteil, wenngleich beide Teile fest miteinander verbunden waren.
Darauf aufbauend entstanden neuere Variationen des Badeanzugs, welche die charakteristischen Nahtlinien beibehielten, jedoch eine Trennung, beziehungsweise die Rockform, aufgaben. Ebenfalls änderte sich die Form der Träger, die mehr auf die Bedürfnisse abgestimmt wurden. Damit orientierten sie sich näher an den modernen Einteilern, wenngleich in den Medien auch heute noch dem markanten Aussehen der älteren Formen, trotz aller Nachteile, gehuldigt wird.

## Arten

### Frauen

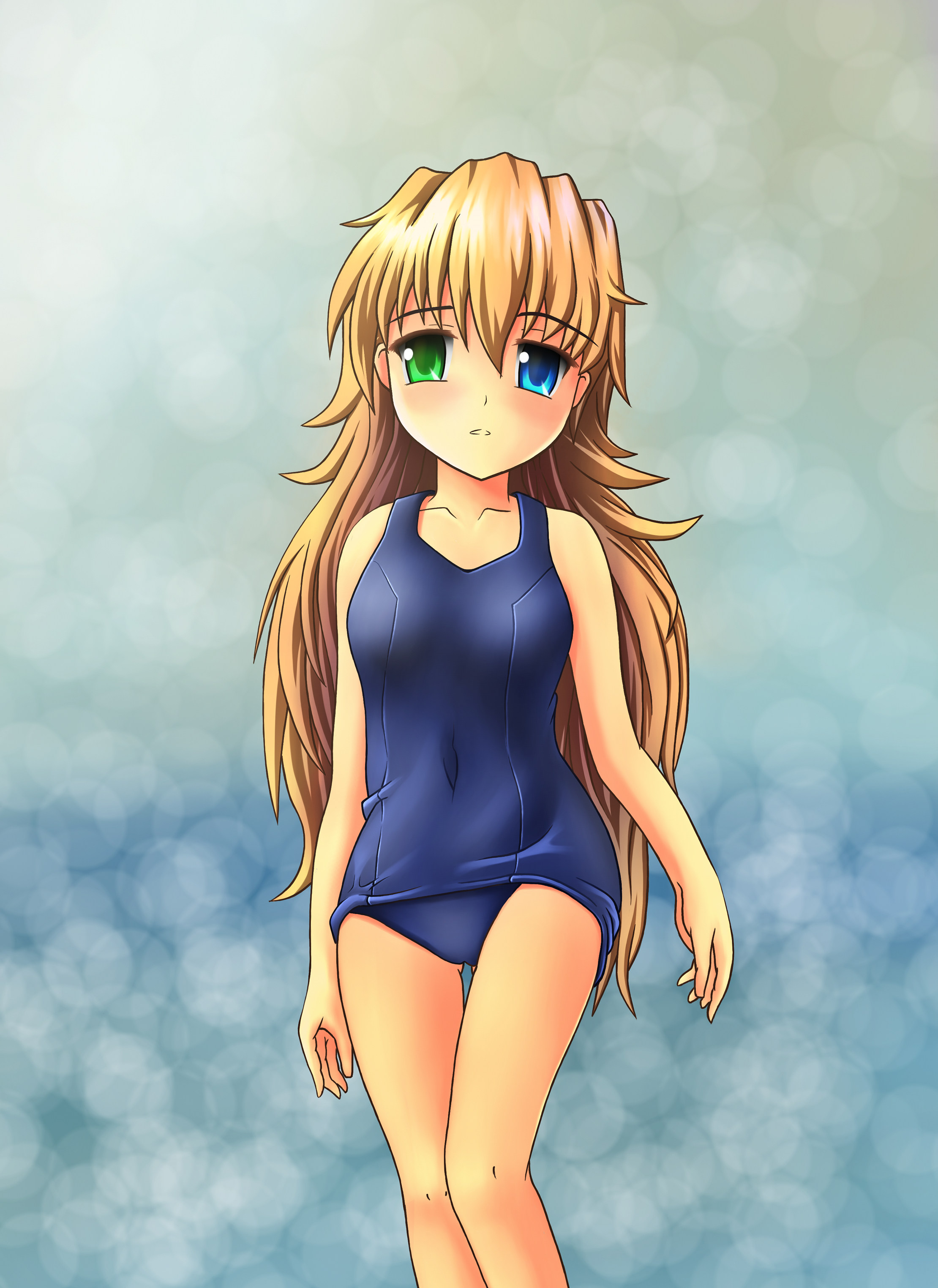
Vorderseite des „alten Typs“
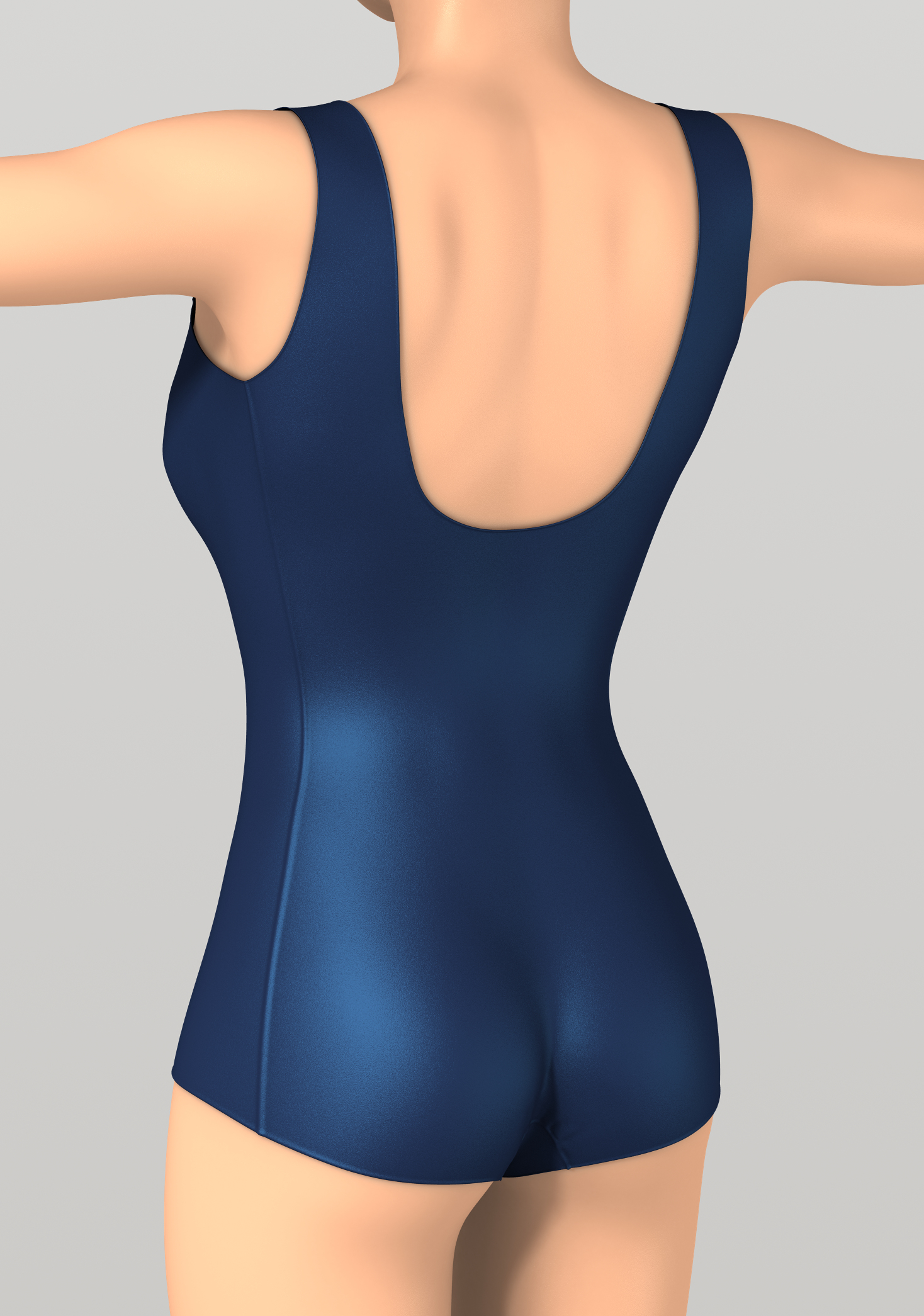
Rückseite des „alten Typs“
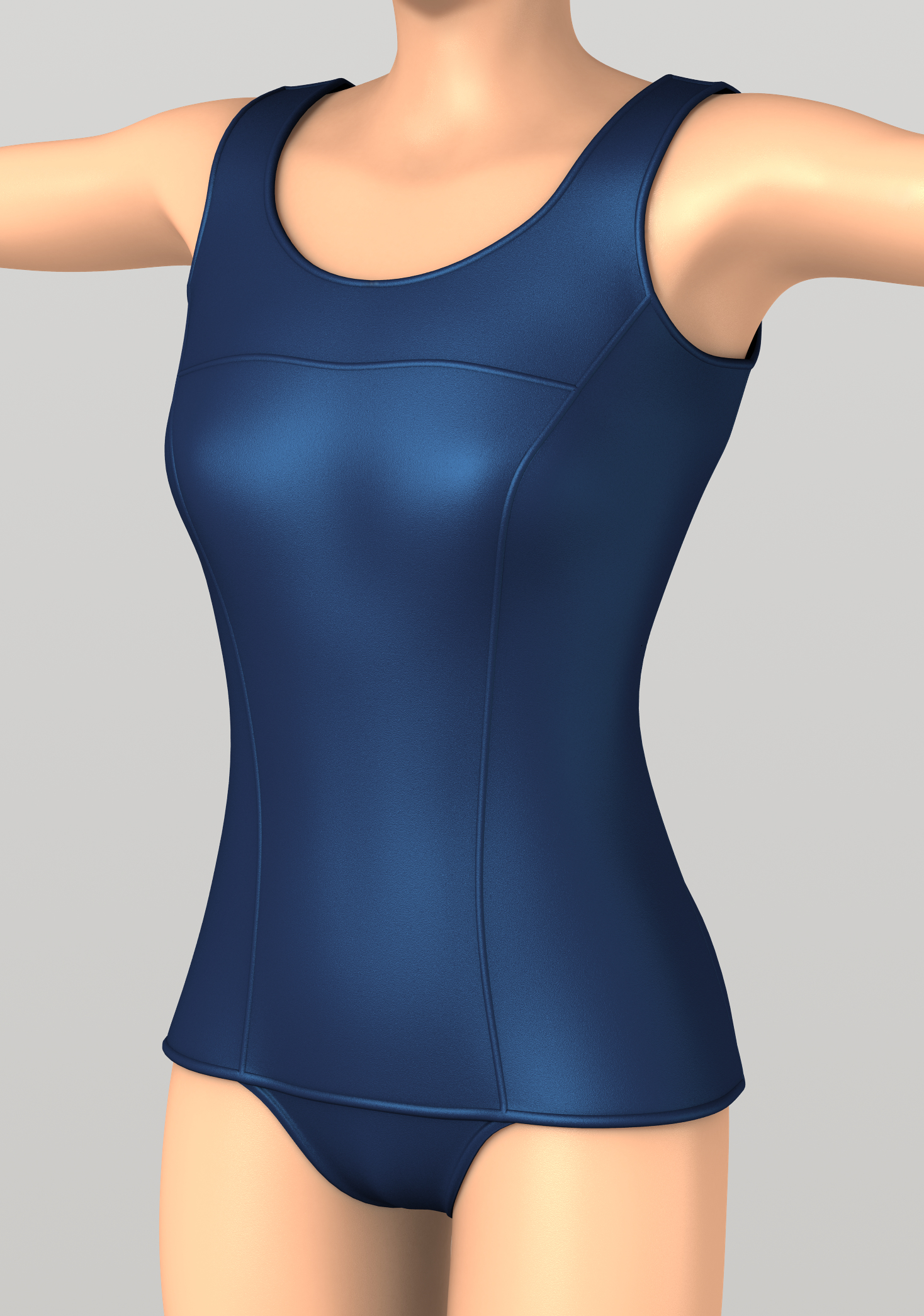
Vorderseite des „noch älteren Typs“
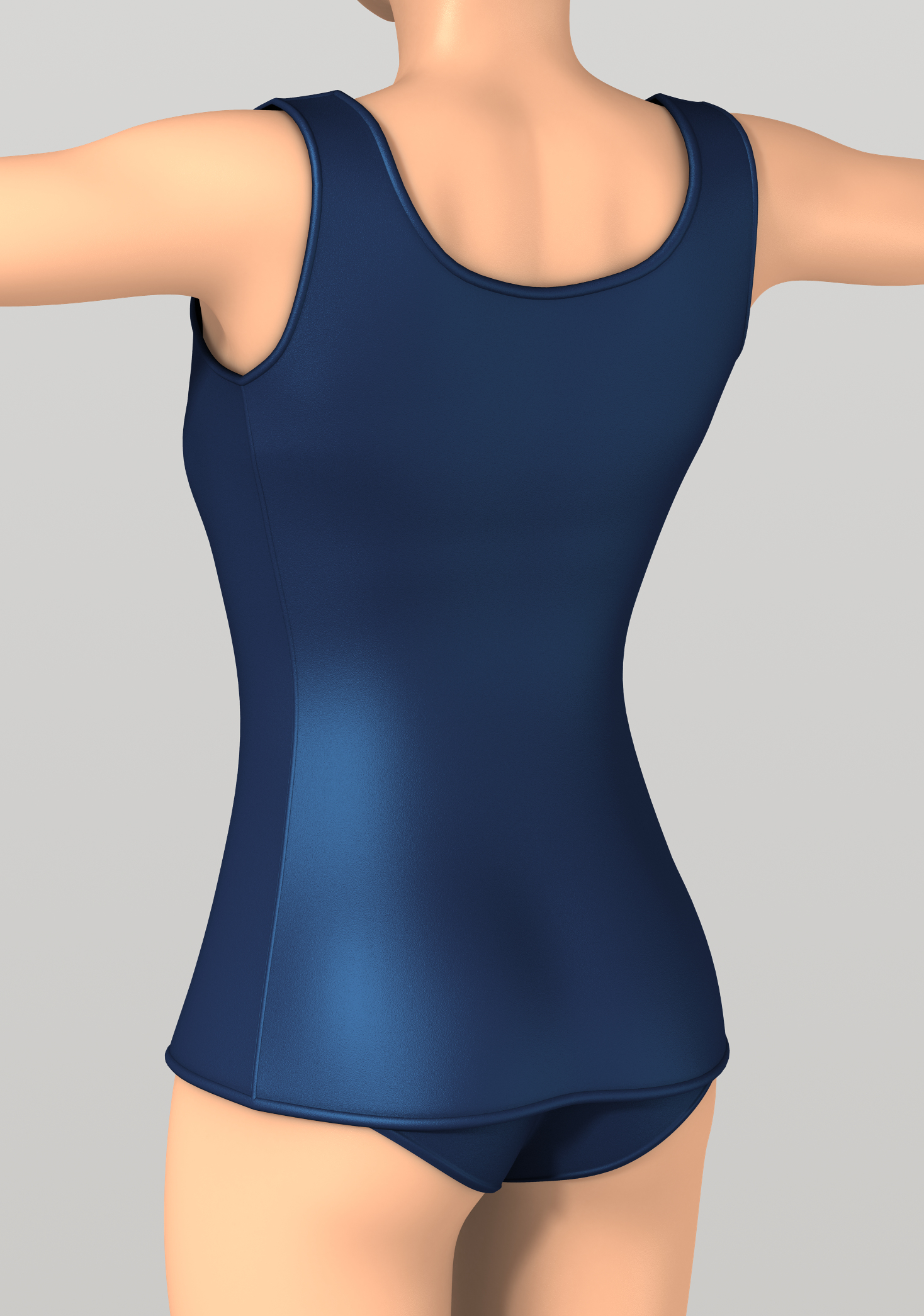
Rückseite des „noch älteren Typs“
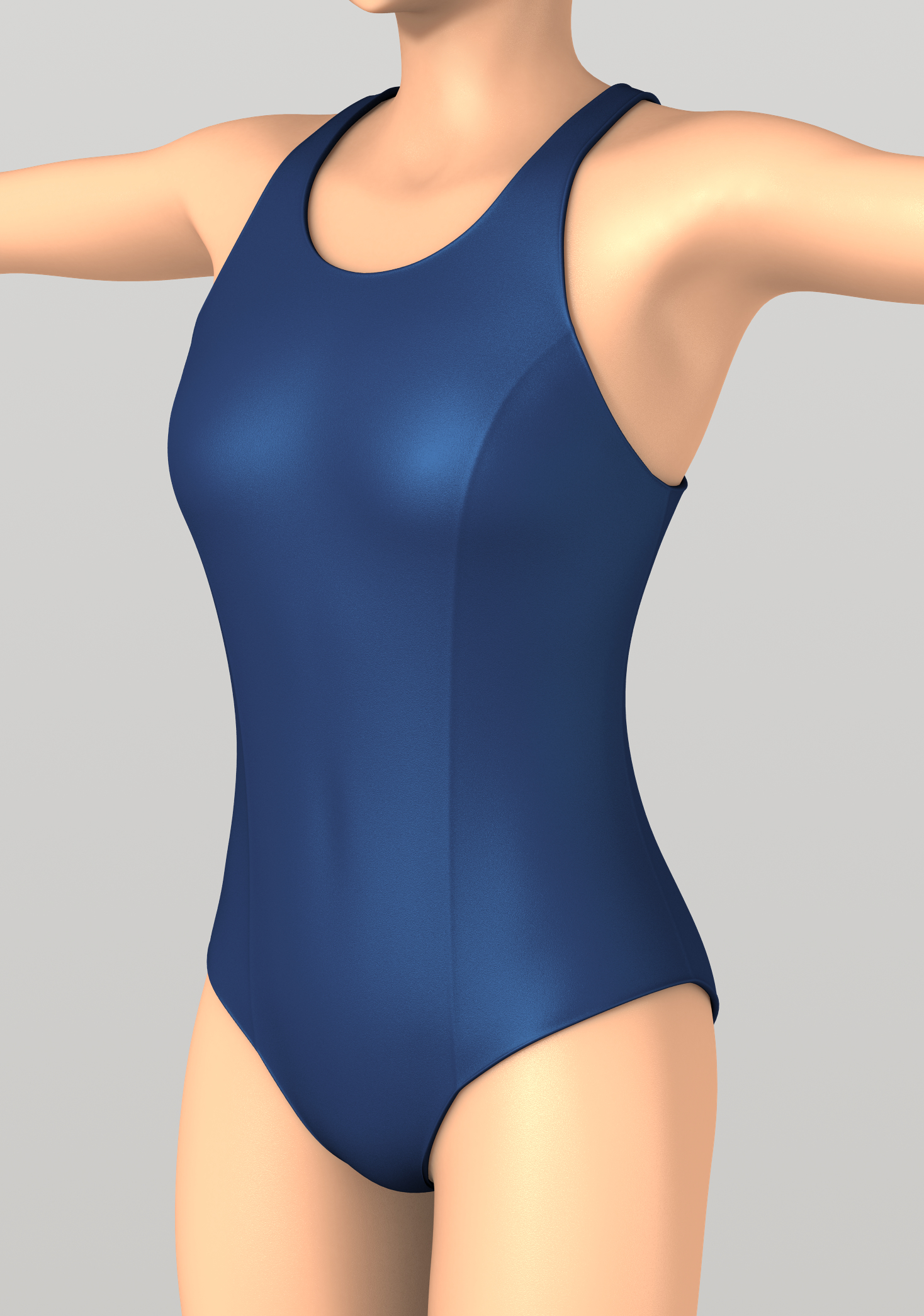
Vorderseite des „neuen Typs“
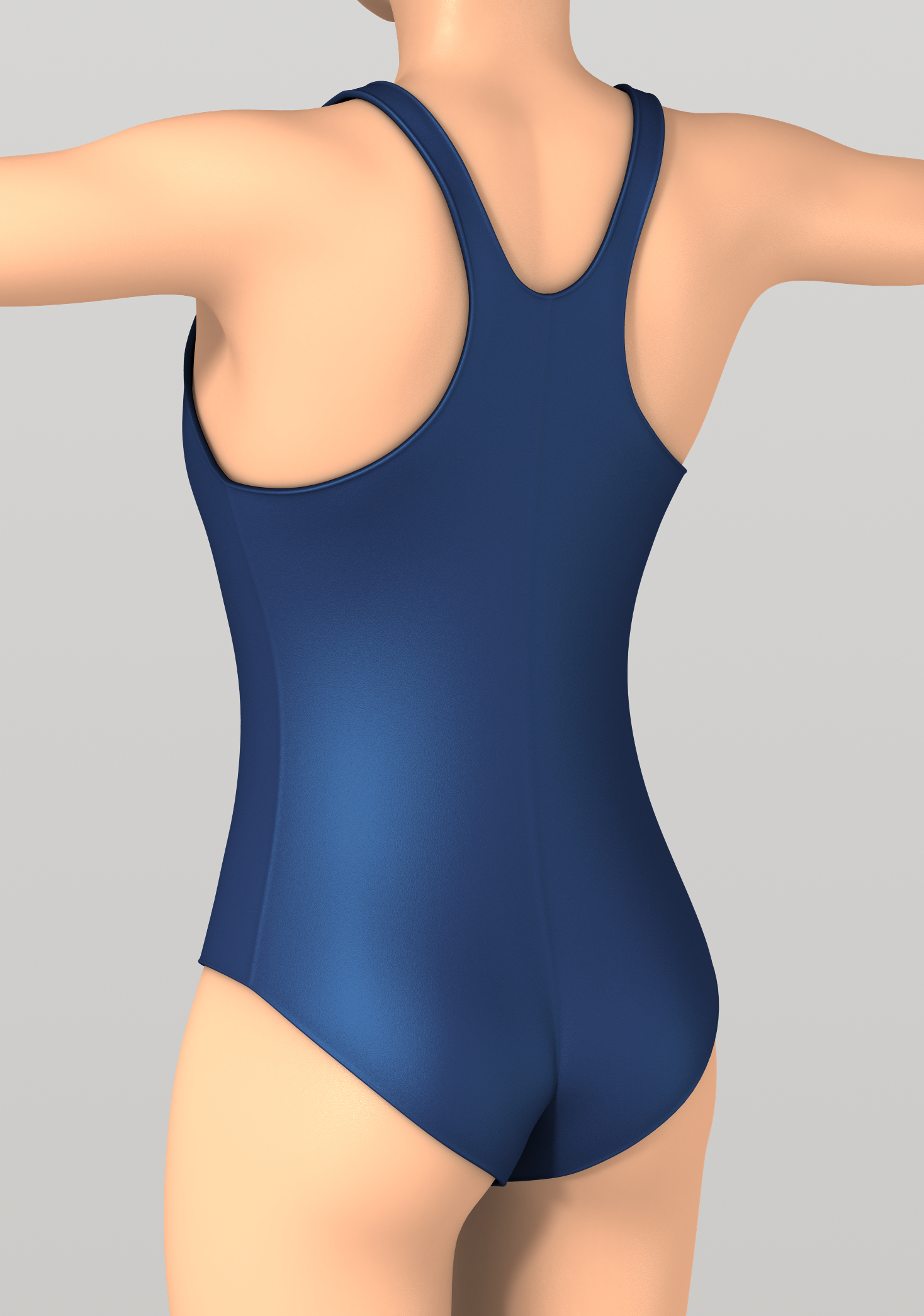
Rückseite des „neuen Typs“
„Boxer[-Shorts]-Typ“ der Jungen und „Wettkampf-Typ“ der Mädchen
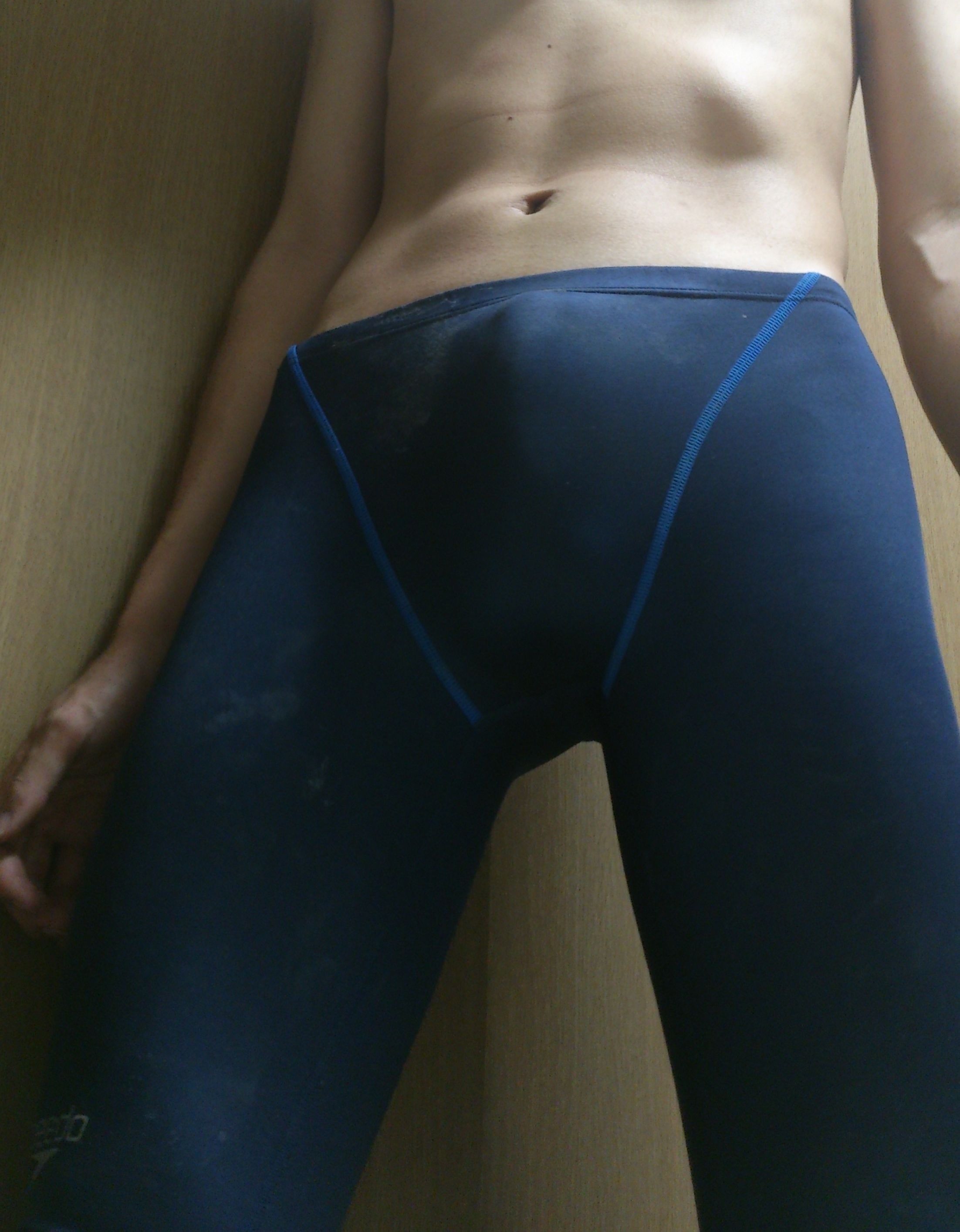
„Spats-Typ“ für Jungen

Der größte Teil der Schwimmanzüge sind Einteiler und es wird zwischen fünf verschiedenen Schnittmustern unterschieden: der „alte Typ“ (旧タイプ, kyū taipu), der „noch ältere Typ“ (旧旧タイプ, kyūkyū taipu), der „neue Typ“ (新タイプ, shin taipu), der „Wettkampf-Typ“ (競泳タイプ, kyōei taipu) und der „Spats-Typ“ (スパッツタイプ, supattsu taipu).

#### Alter Typ
Beim „alten Typ“ bzw. auch „Rockform“ (スカート型, sukāto-gata) genannt, besteht der Anzug aus einem Stück, wobei der den Schambereich verdeckende Teil von hinten kommend auf der Vorderseite mit den vom Frontstück umgebenden und herunterlaufenden Nähten verbunden ist. Dadurch entsteht in der Nähe des Bauchnabels ein Loch, was dieser Form auch ihren Namen einbrachte, da der Vorderteil wie ein Rock übersteht. Zudem ist dieser links und rechts vernäht. Der eigenartige Schnitt wurde aufgrund seiner Eigenschaften gewählt. So ist er unter anderem elastisch, passt sich der Körpergröße flexibel an und das von der Brust hineinströmende Wasser kann durch den Spalt in der Nähe des Bauchnabels wieder austreten. Dadurch sollte der Wasserwiderstand verringert werden. Im Bereich des Gesäßes befindet sich eine weitere Naht, die häufig die Form eines auf den Kopf stehenden ‚U‘ aufweist, was zu deutlich sichtbaren Falten im oberen Teil führt. Der hintere Schulterbereich ist ebenfalls durch eine ‚U‘-Form geprägt, die einem tiefen Ausschnitt gleicht. Dabei verlaufen die Träger seitlich in der Nähe der Achseln nach oben, wodurch ein größerer Teil des Rückens nicht bedeckt ist. Dadurch ergab sich der Vorteil, dass die Länge der Schultergurte durch Versetzen der Nähte geändert werden konnte. Schließlich musste davon ausgegangen werden, dass Schüler in der Zwischenzeit wachsen würden.

#### Noch älterer Typ
Der „noch ältere Typ“ bestand aus zwei Kleidungsstücken. Der obere Teil gleicht einem Rock/Hemd, während der untere einer Bloomer-Shorts nachempfunden ist, die bis unter die Achseln reicht. Beide sind an der Innenseite, jedoch nicht vollständig, vernäht, so dass es möglich ist, ihn bis etwa in Höhe der Achseln umzustülpen. Um ein versehentliches Entblößen zu vermeiden, wurde auch das Innenfutter auf der Vorderseite mit dem unteren Stück verbunden. Alternativ wurden beide Teile an den charakteristischen Nähten, der Front- und Seitennaht, verbunden. Dadurch war es nicht möglich, den unteren Teil separat auszuziehen. Das deutlichste optische Unterscheidungsmerkmal beider Arten befindet sich im Bereich des Gesäßes. Während sich bei der Rockform eine Naht am unteren Ende befindet, die den vom Rücken kommenden Teil direkt in den den Schambereich verdeckenden Teil übergeht, endet der Teil bei diesem Typus blind, so dass die angedeutete Form eines Rocks ringsum sichtbar ist. Da sich beide Arten lediglich in der Gesäßpartie unterscheiden, wird auch dieser Type teilweise nur als kyū taipu (alter Typ) bezeichnet.

#### Neuer Typ
Beim „neuen Typ“, der um 1985 aufkam, wurde die „Rockform“ entfernt, so dass dieser wie ein normaler Einteiler aussieht. Aus diesem Grund wird er auch als „gerader Typ“ (ストレート型, straight-gata) bezeichnet. Die typischen, an der Front nach unten laufenden Nähte wurden jedoch belassen. Durch verbesserte Materialien ist er dehnbarer, etwas dünner und besitzt eine glattere Oberfläche, was den Tragekomfort steigert. Ebenfalls wurde die Form der Träger überarbeitet, die am Rücken nun wie ein ‚Y‘ gestaltet sind. Dies verändert die Richtung der Zugbelastung, so dass die Träger nicht mehr so leicht verrutschen, beziehungsweise abrutschen, können. Ebenso geben sie den Schwimmerinnen mehr Armfreiheit.

#### Wettkampf-Typ
Der „Wettkampf-Typ“, der in etwa gleich alt ist wie der „neue Typ“, hat seine Form von den Wettkampf- bzw. Sportbadeanzügen, die bereits  auf Hüfthöhe anfangen. Auch besitzt er keine Längsnaht auf der Vorderseite und besteht aus dünnerem Material mit schmaleren Trägern.

#### Spats-Typ
Der „Spats-Typ“ unterscheidet sich insofern, dass er einen Beinansatz besitzt und daher Leggings ähnelt, die im Japanischen mit dem englischen Begriff spats bezeichnet werden.

## Namensschild
Ein weiteres charakteristisches Merkmal der Anzüge ist ein am Anzug angebrachtes Namensschild. In vielen Illustrationen findet es sich im Brustbereich wieder und dient dem Lehrer zur Erkennung der Schüler, was aufgrund der Badekappe schwierig ist. Aber das Schild ist nicht nur dort angebracht. Häufig befindet es sich an der linken oder rechten Seite der Leiste und soll helfen die Anzüge auseinanderzuhalten, um Verwechselungen vorzubeugen, da alle Schüler den gleichen Typ von Schwimmanzug tragen.

## Verbreitung in Medien

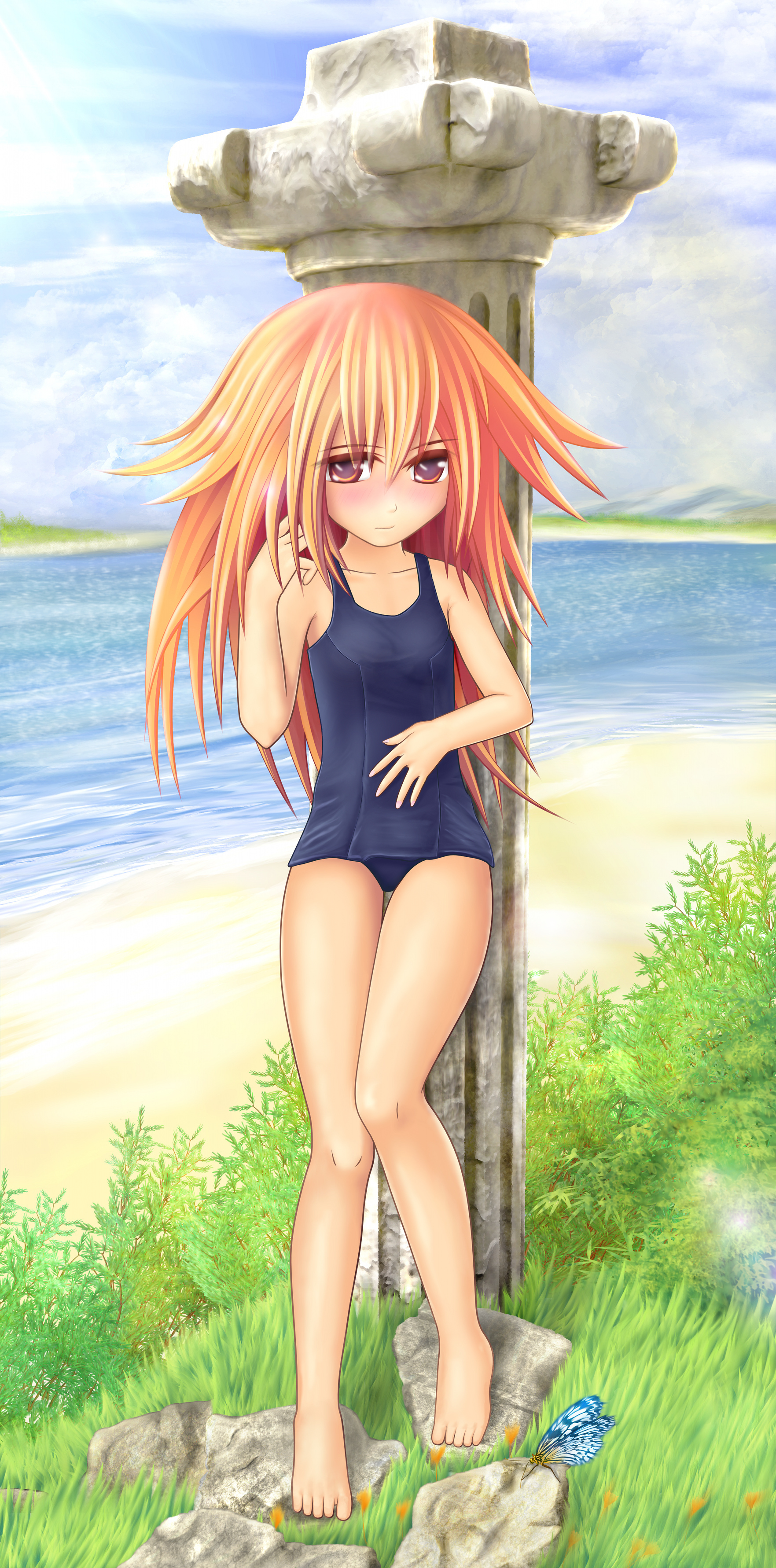
Zeichnerische Darstellung einer leicht peinlich berührten Trägerin eines Sukumizu älteren Typs

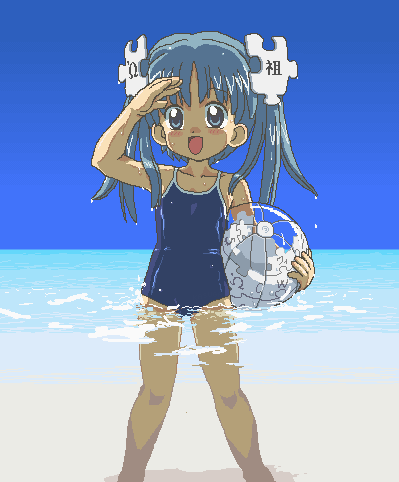
Sukumizu als Teil von Fanservice am Beispiel von Wikipe-tan

In vielen japanischen Medien werden Schulthemen immer wieder aufgegriffen. Entsprechend findet sich dort auch typische oder bewusst stilisierte Schulkleidung (z. B. Sailorfuku) wieder. Ebenso die kurz als Sukumizu bezeichnete Schwimmbekleidung, die durch neuere Designs immer wieder für Aufmerksamkeit sorgt. So wurde beispielsweise Ende 2007 abermals eine neue Variation vorgestellt, bei der der Einteiler wieder zu einem Zweiteiler umfunktioniert wurde, welche dem Spats-Typ ähnlich ist. Als Begründung gab man an, dass damit z. B. Toilettengänge einfacher werden würden.
In Mangas und Animes wird die Kleidung hauptsächlich als komödiantisches Element oder als Fanservice verwendet. So ist sie häufiger Bestandteil von Strandfolgen und wird dort zumeist von eher bodenständigen oder zurückhaltenden Figuren getragen. Ebenso werden sehr schnell aggressiv werdende, körperlich unterentwickelte Figuren (Pettanko) in einen Sukumizu gesteckt, was als Running Gag von ihnen immer wieder als beschämend empfunden wird. Er soll dabei in aller Regel nur eine Notlösung darstellen‚ da keine andere Schwimmbekleidung vorhanden ist‘. Zugleich unterstreicht der Anzug das kindliche Verhalten der Figur, was im Beisein eines männlichen Protagonisten schnell in Wut umschlägt. Typische Beispiele dazu wären die stark introvertierte Yuki Nagato aus Die Melancholie der Haruhi Suzumiya oder die kindlich naive Kurimu aus Seitokai no Ichizon. Es finden sich aber auch Werke, in denen überentwickelte Charaktere sich in einen solchen Anzug zwängen. Durch die eng anliegende Gestaltung wird dabei die Körperstatur überaus stark betont, was ebenfalls zu peinlichen Reaktionen führt, zumal der Sukumizu dann meist auch noch eine Nummer zu klein ist.
Obwohl sich das Design der Anzüge mit der Zeit wandelte, ist gerade in diesen Darstellungen immer noch der „alte Typ“ besonders beliebt. Schließlich bietet er mehr Möglichkeiten zur Verniedlichung (Kawaii). Aufgrund seines Schnittes gibt er den Figuren das Gefühl, ein zu kurzes Hemd oder zu kurzen Rock zu tragen. Aus Schamgefühl heraus versuchen die Charaktere dann beispielsweise, diesen Teil weiter nach unten zu ziehen, was aber aufgrund der Elastizität und angebrachten Nähte ein eher sinnloses, naives Unterfangen ist. Um die Naivität zu unterstreichen, wird der Schwimmanzug auch zu teils absolut unangebrachten Gelegenheiten getragen. In Asobi ni Iku yo! gehen die Außerirdischen (weibliche, durchaus verspielt leichtsinnige Kemonomimi) damit beispielsweise zum ersten diplomatischen Treffen, da sie aus ihren Studien erfahren hätten, dass dies eine attraktive und beliebte Kleidung sei.
Ebenso wird dieser Art von Schwimmanzügen in Bishōjo Games und Erogēs als beliebtes Thema aufgegriffen. In der zuletzt genannten Computerspielgattung werden die „negativen“ Eigenschaften des Anzugs bewusst übertrieben dargestellt. So verrutschen die Träger sehr leicht und der Spalt, der sich sonst in Bauchnabelhöhe befindet, rutscht in unerwartet tiefe Regionen ab. Ebenso besteht das Material nur selten der Zerreißprobe.